# Bathycythere
Bathycythere is een geslacht van kreeftachtigen uit de klasse van de Ostracoda (mosselkreeftjes).

## Soorten
- Bathycythere audax (Brady & Norman, 1889)
- Bathycythere ericea (Tressler, 1941) Sissingh, 1971
- Bathycythere vanstraateni Sissingh, 1971